# Vande Mataram
Vande Mataram (in bengali বন্দে মাতরম্, in hindī वन्दे मातरम्, lett. "lodo Te, Madre") è un'ode contenuta nel romanzo del 1882 Anandamath (Il monastero della felicità), di Bankim Chandra Chatterji.
Si tratta di un inno alla Bhārat Mata (Grande Madre),  personificazione dell'India. Esso svolse un ruolo fondamentale nel contesto del movimento per l'indipendenza indiana, durante il periodo di lotta nonviolenta per ottenere l'autonomia politica ed economica dai colonizzatori inglesi.
Nel 1950 (dopo l'indipendenza dell'India), i primi due versi della canzone divennero ufficialmente il "canto nazionale" della Repubblica dell'India, distinti però dall'inno nazionale, Jana Gana Mana.